# William J. Blake
William James Blake (* 28. Juli 1894 in St. Louis; † 2. Februar 1968 in London), Geburtsname Wilhelm Blech, war ein US-amerikanischer Schriftsteller.

## Leben und Werk
Blake wurde mit dem Namen Wilhelm Blech als Sohn des Medizinprofessors Gustavus M. Blech geboren. Er war Mitglied der Kommunistischen Partei der USA und lebte ab den 1920er Jahren mit der australischen Schriftstellerin Christina Stead zusammen, die er aber erst 1952 (nach der Scheidung von seiner ersten Ehefrau) heiratete. Die beiden zogen nach Paris, wo Blake bei einer Bank arbeitete, später nach Spanien und bei Ausbruch des Spanischen Bürgerkriegs zurück in die USA.
Blake schrieb mehrere Romane, humoristische Skizzen sowie ein Sachbuch zum Marxismus. 1946 kehrte das Paar nach Europa zurück und ließ sich schließlich 1953 in England nieder.

## Werke
- The World is Mine, 1938
- The Painter and the Lady, 1939
- An American looks at Karl Marx, 1939
- The Copperheads, 1941 (Maria Meinhardt, übersetzt von Roland Schacht, Aufbau-Verlag 1952)
- An Intelligent American’s Guide to the Peace, 1945
- The Angel, 1949 (Der Engel, übersetzt von Gertrud Rukschcio, Humboldt-Verlag 1951)
- Understanding the Americans, 1954
- Evergreen, 1957 (Späte Liebe, übersetzt von Eva Schumann, Aufbau-Verlag 1957)
- We are the Makers of Dreams, 1959